# Teatro Vicente Espinel
El teatro Vicente Espinel es un teatro situado en la ciudad de Ronda, en la provincia de Málaga, España.
Se ubica en el interior de la Alameda del Tajo, en el espacio ocupado anteriormente por un recinto de festivales al aire libre. El edificio está construido con un estilo contemporáneo en ladrillo visto, con grandes ventanales de cristal y una columnata exterior. El escenario está equipado con los medios técnicos para poder representar obras que requieran múltiples escenografías y efectos especiales.
Fue inaugurado en febrero de 1994 con la colaboración de la Consejería de Cultura de la Junta de Andalucía y el Ayuntamiento de Ronda. En 2011 ha sido rehabilitado para solucionar problemas de humedades y climatización.
De propiedad municipal, el teatro Vicente Espinel tiene un aforo es de 520 butacas y en él se organizan actividades y espectáculos durante todo el año, incluido el Carnaval de Ronda.

## Antiguo Teatro de Espinel
También en la ciudad de Ronda existió un teatro con el mismo nombre, de marcado estilo modernista ideado por el arquitecto Santiago Sanguinetti. Fue inaugurado en 1909 coincidiendo con la época de esplendor económico y cultural de la ciudad de principios del siglo XX. Se encontraba en lo que hoy es la explanada de entrada a los jardines de Blas Infante, junto a la Plaza de toros, lo que provocó el traslado de la puerta principal de ésta a su ubicación actual. Fue derribado, entre críticas, en la década de 1970 alegando que estaba en ruinas.